# Amanda Simard
Amanda Simard, née le 27 février 1989, est une femme politique canadienne. Elle est élue députée à l'Assemblée législative de l'Ontario, représentant Glengarry-Prescott-Russell, de juillet 2018 à juin 2022.

## Origine et études
Franco-ontarienne d'Embrun, Simard parle le français et l'anglais.
Elle étudie le droit le droit à l'Université d'Ottawa et en est diplômé en 2013,. De 2009 à 2010, elle est page au Sénat du Canada puis y travaille en tant que conseillère politique auprès de sénateurs de 2010 à 2017.

## Carrière politique
Elle se lance en politique lors des Élections municipales dans les comtés unis de Prescott et Russell de 2014 et devient conseillère municipale de Russell. Elle se consacre alors à la politique et retarde son projet d'être admise au barreau. Dans son mandat municipal, elle est responsable du bureau des bibliothèques municipales et du comité des parcs, des loisirs et de la culture.
Elle est investie par le Parti progressiste-conservateur de l'Ontario pour les élections générales de 2018 dans Glengarry—Prescott—Russell. Elle est élue avec 40,98 % et devient secrétaire parlementaire de la ministre aux Affaires francophones Caroline Mulroney. Elle met alors fin à presque 40 ans de règne libéral dans la circonscription, est la première femme de l'histoire à y être élue et est, à 28 ans, la plus jeune députée du Parti progressiste-conservateur.
Cependant, après les décisions de Doug Ford provoquant la crise politico-linguistique de 2018 en Ontario, elle annonce son départ du parti le 29 novembre. Elle siège alors comme indépendante jusqu'au 16 janvier 2020 où elle rejoint le Parti libéral de l'Ontario.
En septembre 2019, elle est élue présidente du Réseau des jeunes parlementaires, instance de l'Organisation internationale de la francophonie.
Candidate à sa succession sous sa nouvelle étiquette lors des élections générales de 2022 elle obtient 39,5 % des suffrages, mais est battue par Stéphane Sarrazin, candidat progressiste-conservateur, qui reçoit 42,05 % et la devance de 1 132 voix.

### Résultats électoraux
| Élection générale ontarienne de 2018 |                           |                     |        |        |         |
|                                      | Parti                     | Candidat            | Votes  | %      | ± %     |
|                                      | Progressiste-conservateur | Amanda Simard       | 19,958 | 41,0 % | + 8,39  |
|                                      | Libéral                   | Pierre Leroux       | 15,435 | 31,7 % | - 18,06 |
|                                      | Néo-démocrate             | Bonnie Jean-Louis   | 10,612 | 21,8 % | + 9,32  |
|                                      | Vert                      | Daniel Reid         | 1,429  | 2,9 %  | - 0,30  |
|                                      | Parti de l'Ontario        | Joël Charbonneau    | 757    | 1,6 %  | ---     |
|                                      | Libertarien               | Darcy Neal Donnelly | 538    | 1,1 %  | + 0,21  |

## Vie privée
Elle est en couple avec Yvan Baker, député libéral de la circonscription provinciale d'Etobicoke-Centre de 2014 à 2018, puis de la circonscription fédérale du même nom pour la Parti libéral du Canada à partir de 2019.